# Claudia Cagninelli
Claudia Cagninelli (ur. 19 lipca 1990 w Trescore Balneario we Włoszech) – siatkarka grająca jako atakująca.
Obecnie występuje w drużynie Crema Volley.

## Kariera
- Club Italia (2006–2007)
- Volley Bergamo (2007–2009)
- Club Italia (2009–2010)
- Crema Volley (2010–?)